# کلید متا

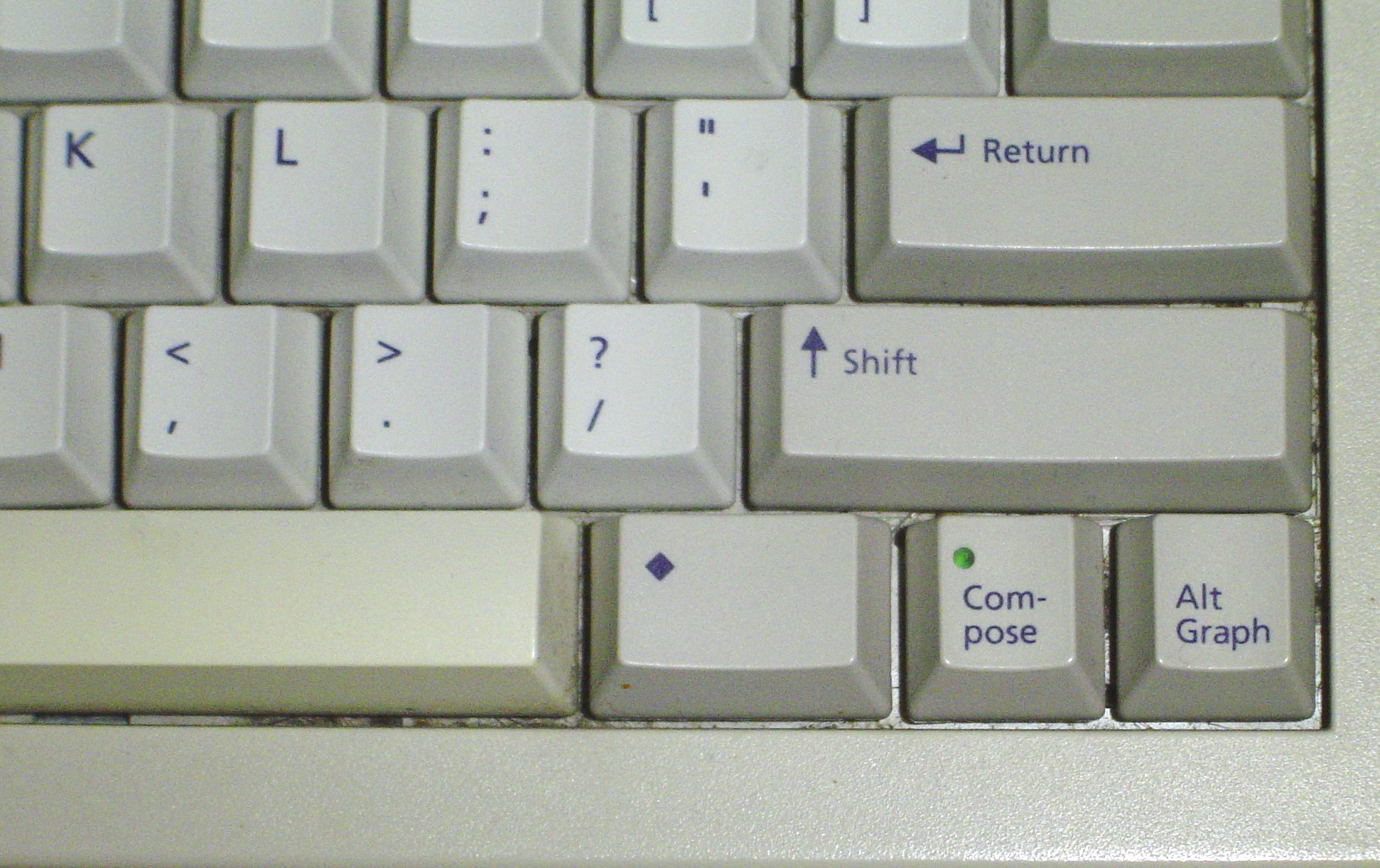
صفحه کلید سان با کلید متا (بین کلید فاصله و Compose key)

کلید مِتا (به انگلیسی: Meta key) یک کلید مخصوص روی صفحه‌کلیدهای ام‌آی‌تی و  سان مایکروسیستمز است که به شکل یک لوزی توپر (◆) علامت‌گذاری شده‌است.
عملکرد این کلید شبیه به کلید فرمان در مکینتاش است و هر دو در یک محل بر روی صفحه‌کلید قرار گرفته‌اند.
در صفحه‌کلیدهای فاقد کلید متا اگر قابلیت کلید متا نیاز باشد ممکن است کلیدهای دیگر مثل کلید دگرساز (Alt Key) یا کلید دگرساز همراه با کلید ویندوز یا در مواردی کلید گریز (Esc key) (به عنوان مثال در ایمکس) کار کلید متا را انجام دهند. 